# Lennart Lindblad (uppfinnare)
Oskar Lennart Lindblad, född 25 november 1929, död 30 januari 2019, var en svensk uppfinnare och entreprenör. 
Lennart Lindblad grundade 1953 tillsammans med sin bror Stig Lindblad Lindblads Autoservice i Vårgårda, som efter några år började tillverka tvåpunkts säkerhetsbälten till personbilar och 1968 bytte namn till Autoliv AB. Han fick Polhemspriset 2016. Lindblad är begravd på Kullings-Skövde kyrkogård.